# Южный Перчукъёль
Южный Перчукъёль — река в России, протекает по территории Троицко-Печорского района Республики Коми. Устье реки находится в 29 км по левому берегу реки Пырсъю. Длина реки составляет 19 км.
Исток реки находится на Северном Урале, к югу к северу от горы Маньхамбо (760 м НУМ). От истока течёт на юго-запад, затем поворачивает на северо-запад. Река носит горный характер и сохраняет высокую скорость течения на всём протяжении. Всё течение проходит в ненаселённой холмистой тайге на территории Печоро-Илычского заповедника. Приток — Подъёль (правый). В нижнем течении ширина реки около 12 м, скорость течения — 0,8 м/с.

## Данные водного реестра
По данным государственного водного реестра России относится к Двинско-Печорскому бассейновому округу, водохозяйственный участок реки — Печора от истока до водомерного поста у посёлка Шердино, речной подбассейн реки — Бассейны притоков Печоры до впадения Усы. Речной бассейн реки — Печора.
По данным геоинформационной системы водохозяйственного районирования территории РФ, подготовленной Федеральным агентством водных ресурсов:
- Код водного объекта в государственном водном реестре — 03050100112103000058518
- Код по гидрологической изученности (ГИ) — 103005851
- Код бассейна — 03.05.01.001
- Номер тома по ГИ — 03
- Выпуск по ГИ — 0